# Пещики
Пещики — деревня в Рославльском районе Смоленской области России. Входит в состав Кирилловского сельского поселения. Население — 3 жителя (2007 год). 
Расположена в южной части области в 10 км к северо-востоку от Рославля, в 7 км севернее автодороги А101 Москва — Варшава («Старая Польская» или «Варшавка»), на берегу реки Шмалинка. В 9 км юго-западнее деревни расположена железнодорожная станция Остёр на линии Смоленск — Брянск. 

## История
В годы Великой Отечественной войны деревня была оккупирована гитлеровскими войсками в августе 1941 года, освобождена в сентябре 1943 года.